# 查尔斯·亨利·福勒
查尔斯·亨利·福勒（1837年10月11日—1908年3月20日，又译傅罗），加拿大裔美国人，1872年-1876年任美国西北大学校长，1884年起当选美以美会会督。

## 生平
查尔斯出生于加拿大安大略省，4岁迁往美国伊利诺伊州，后于莫里斯山学院学习。1859年毕业于纽约州利文斯顿县的杰纳西卫斯理学院，1861年毕业于伊利诺伊州埃文斯顿的加勒特-福音神学院。
1861年福勒加入罗克河年议会，在芝加哥担任了12年牧师，在芝加哥大火后募集了四万美元救济金。1872年-1876年任西北大学校长，1876年任美以美会报纸《Christian Advocate》的主编，1880年任海外差会干事，1884年当选美以美会会督，此后很长一段时间居住于旧金山。

## 贡献

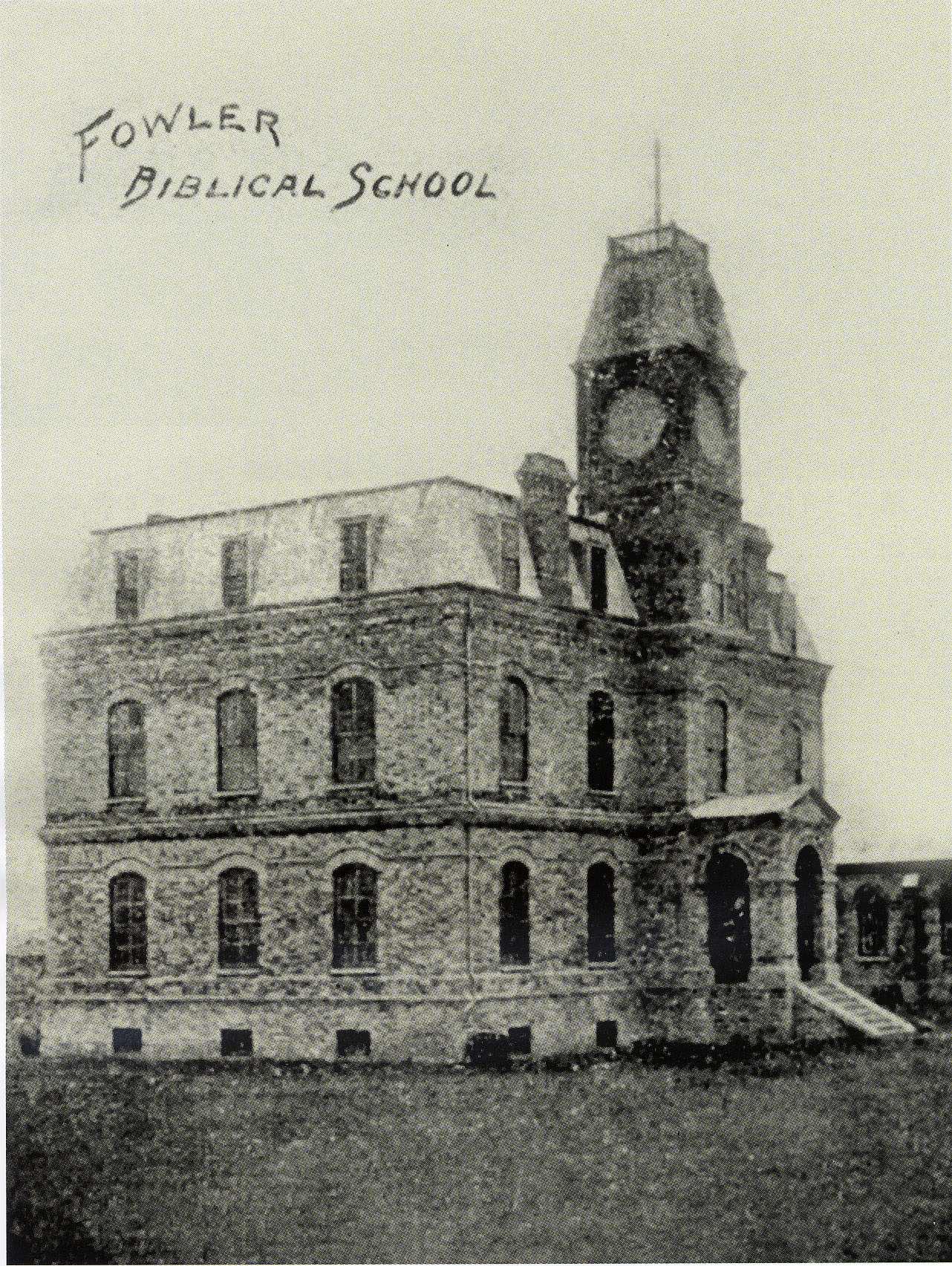
傅罗神学院（即汇文书院钟楼），摄于20世纪初，现位于南京市金陵中学内。

福勒在华盛顿州塔科马召开的美以美会会议上，提议创办普吉特湾大学。1888年，美以美会决定在北京和南京开办大学。此年，福勒作为会督到中国巡视各年议会工作，参与了北京汇文书院（The Peking University）和南京汇文书院（The Nanking University）的创办。